# Novotroiițke, Berezivka
Novotroiițke (în ucraineană Новотроїцьке) este un sat în comuna Andrievo-Ivanivka din raionul Berezivka, regiunea Odesa, Ucraina.

## Demografie
Componența lingvistică a localității Novotroiițke
     Ucraineană (100%)
Conform recensământului din 2001, toată populația localității Novotroiițke era vorbitoare de ucraineană (100%).